# Фрідом (Пенсільванія)
Фрідом (англ. Freedom) — місто (англ. borough) в США, в окрузі Бівер штату Пенсільванія. Населення — 1496 осіб (2020).

## Географія
Фрідом розташований за координатами 40°41′7″ пн. ш. 80°15′13″ зх. д. / 40.68528° пн. ш. 80.25361° зх. д. (40.685145, -80.253612).  За даними Бюро перепису населення США в 2010 році місто мало площу 1,91 км², з яких 1,56 км² — суходіл та 0,35 км² — водойми.

## Демографія
Згідно з переписом 2010 року, у селищі мешкало 1569 осіб у 625 домогосподарствах у складі 414 родин. Густота населення становила 822 особи/км².  Було 712 помешкання (373/км²).
Расовий склад населення:
| - 91,8 % — білих - 4,1 % — чорних або афроамериканців - 0,6 % — азіатів |

До двох чи більше рас належало 3,1 %. Частка іспаномовних становила 1,6 % від усіх жителів.
За віковим діапазоном населення розподілялося таким чином: 25,7 % — особи молодші 18 років, 62,8 % — особи у віці 18—64 років, 11,5 % — особи у віці 65 років та старші. Медіана віку мешканця становила 37,5 року. На 100 осіб жіночої статі у селищі припадало 96,6 чоловіків;  на 100 жінок у віці від 18 років та старших — 92,4 чоловіків також старших 18 років.
Середній дохід на одне домашнє господарство  становив 46 345 доларів США (медіана — 37 574), а середній дохід на одну сім'ю — 51 796 доларів (медіана — 42 955). Медіана доходів становила 42 361 долар для чоловіків та 30 625 доларів для жінок. За межею бідності перебувало 20,4 % осіб, у тому числі 26,7 % дітей у віці до 18 років та 19,0 % осіб у віці 65 років та старших.
Цивільне працевлаштоване населення становило 705 осіб. Основні галузі зайнятості: освіта, охорона здоров'я та соціальна допомога — 19,9 %, мистецтво, розваги та відпочинок — 15,3 %, роздрібна торгівля — 14,9 %.